# Vadakkumkara
Vadakkumkara es una ciudad censal situada en el distrito de Thrissur en el estado de Kerala (India). Su población es de 10407 habitantes (2011).

## Demografía
Según el censo de 2011 la población de Vadakkumkara era de 10407 habitantes, de los cuales 4862 eran hombres y 5545 eran mujeres. Vadakkumkara tiene una tasa media de alfabetización del 95,71%, superior a la media estatal del 94%: la alfabetización masculina es del 97,28%, y la alfabetización femenina del 94,37%.